# 30-as busz (Budapest)
A budapesti 30-as jelzésű autóbusz a Keleti pályaudvar és Káposztásmegyer, Mogyoródi-patak között közlekedik. A viszonylatot az ArrivaBus Kft. és a Budapesti Közlekedési Zrt. üzemelteti. Betétjáratai 30A jelzéssel a Keleti pályaudvar és Megyer, Szondi utca között, illetve 230-as jelzéssel Káposztásmegyer, Aquaworldig közlekednek. 
A járatnak mind a négy metróvonallal van átszállási kapcsolata: a Keleti pályaudvarnál az M2-es és M4-es metróra, a Hősök terén az M1-es metróra, Újpest-központban pedig az M3-as metróra lehet átszállni. Emellett a vonal relatív hosszúsága miatt számos felszíni járathoz rendelkezik átszállási kapcsolattal.

## Története
1937-től 1941-ig a Boráros tér és a Wolf Károly út (ma Sashegyi út) között közlekedtek buszok 30-as jelzéssel, bár a járműveket néha katonai célokra is használták, ezért hosszabb-rövidebb időszakokra szünetelt a közlekedés. 1949-ben a Moszkva tér és a Kosztolányi Dezső tér, 1952 nyarán a Marx tér és a Szabadság strandfürdő, 1953 és 1957 között pedig a Kolosy tér és a Fenyőgyöngye között is jártak 30-as buszok.
A mai 30-as buszt 1957. november 18-án indították a Keleti pályaudvar és a Megyeri út között. 1957. december 9-én meghosszabbították a Szondy utcáig (ma Szondi utca). 1958. augusztus 4-étől a vasúti sorompó elkerülése miatt a Béke úti aluljáróban közlekedik, illetve útvonala Újpesten is módosult. 1958. október 26-án 30A jelzésű temetői betétjárata indult Újpest, Tanácsház és Megyeri temető között. A betétjáratot állandó jelleggel november 24-én újraindították a Keleti pályaudvar és a Leibstück Mária utca között, kizárólag munkanapokon. Megszüntetésének időpontja ismeretlen, 1960-tól 1964-ig újra temetői járatként működött, illetve 1969-től 1981-ig szilveszterkor is járt a Keleti pályaudvar és Újpest, Tanácsház között.
1961. július 3-ától a 20-as és 30-as buszok a Mauthner Sándor utca (ma Szent László út) helyett a Reitter Ferenc utcában közlekednek. 1970. január 19-én a Keleti pályaudvari végállomás a Bethlen Gábor utcába került át, és itt is maradt november 15-éig, az új végállomás átadásáig, amellyel egyidejűleg a buszok Újpest felé is a Thököly út helyett a Verseny utcán át közlekedtek. 1971. július 23-án átadták az új Szondi utcai végállomást, ezzel megszűnt a tolatásos visszafordulás.
1972. február 14-étől 130-as jelzéssel gyorsjárat is közlekedett, mely 1977. január 1-jén a 30-as jelzést kapta. A gyorsjárat 1990 decemberében szűnt meg.
1993-ban újraindult a 30A jelzésű betétjáratot és 2007-ig járt temetői járatként Újpest-Központ és Megyer, Szondi utca között.
2006. november 3-án 930-as jelzéssel éjszakai járat is indult a vonalon, Újpest-Központ és Megyer, Szondi utca között.
2008. szeptember 6-án a 30-as útvonalát meghosszabbították Káposztásmegyerig, emellett egy betétjárat indult 30A jelzéssel a régi 30-as útvonalán. 2012. április 2-a óta óránként egy járat 230-as jelzéssel Káposztásmegyer, Aquaworld-ig közlekedik.
2017. október 30-ától Káposztásmegyer felé is megáll a Benczúr utcánál.
2017. december 21-étől Angyalföld vasútállomásnál is megáll.
2021. november 6-ától hétvégente és ünnepnapokon az autóbuszokra kizárólag az első ajtón lehet felszállni, ahol a járművezető ellenőrzi az utazási jogosultságot.
2022. január 17-étől a Szilaspatak sornál is megáll.

## Útvonala
| Káposztásmegyer, Mogyoródi-patak felé |
| Keleti pályaudvar M vá. – Kerepesi út – Baross tér – Thököly út – Verseny utca – Dózsa György út – Vágány utca – Szent László út – Kisgömb utca – Reitter Ferenc utca – Gyöngyösi utca – Béke utca – Pozsonyi utca – István út – Deák Ferenc utca – Nádor utca – Türr István utca – Mildenberger utca – Baross utca – Fóti út – Megyeri út – Homoktövis utca – Káposztásmegyer, Mogyoródi-patak vá.              |
| Keleti pályaudvar felé |
| Káposztásmegyer, Mogyoródi-patak vá. – Külső Szilágyi út – Megyeri út – Fóti út – Baross utca – Mildenberger utca – Türr István utca – Nádor utca – Deák Ferenc utca – István út – Pozsonyi utca – Béke utca – Gyöngyösi utca – Reitter Ferenc utca – Mór utca – Szent László út – Vágány utca – Dózsa György út – Verseny utca – Murányi utca – Thököly út – Baross tér – Kerepesi út – Keleti pályaudvar M vá. |

## Megállóhelyei
Az átszállás kapcsolatok között a Keleti pályaudvar és Megyer, Szondi utca között párhuzamosan, de a Verseny utca megállóhely érintése nélkül közlekedő 30A és 230-as jelzésű buszjáratok nincsenek feltüntetve.
| 0  | Keleti pályaudvar M végállomás              | 46 | 20E 73, 76, 80 23, 24 G10 S60 G60 Z60 S80 G80 IC, EC, EN, InterRégió, sebesvonat, gyorsvonat, expresszvonat,             |
| 2  | Keleti pályaudvar M                         | 43 | 5, 7, 7E, 8E, 20E, 107, 108E, 110, 112, 133E 78, 79                                                                      |
| 3  | Verseny utca                                | 40 | |
| 4  | Reiner Frigyes park                         | 39 | 5, 7, 110, 112, 133E |
| 5  | Ötvenhatosok tere                           | 39 | 74, 75, 79 |
| ∫  | Dembinszky utca                             | 38 | 74, 75, 79 |
| 7  | Damjanich utca / Dózsa György út            | 37 | 70, 75, 79 |
| 8  | Benczúr utca                                | 36 | 75, 79 |
| 9  | Hősök tere M                                | 35 | 20E, 105, 210, 210B 72, 75, 79                                                                                           |
| 11 | Vágány utca / Dózsa György út               | 33 | 105, 210, 210B 72, 75, 79                                                                                                |
| 13 | Vágány utca / Róbert Károly körút           | 32 | 20E, 32, 105, 210, 210B 1, 1A                                                                                            |
| 16 | Szegedi út                                  | 29 | 20E, 32 S70 G70 S71 S72 Z72 (Rákosrendező)                                                                               |
| 17 | Petneházy utca                              | 28 | |
| 18 | Fáy utca                                    | 27 | |
| 19 | Futár utca                                  | 25 | 20E |
| 20 | Rokolya utca                                | 24 | |
| 21 | Kucsma utca                                 | 23 | 120 |
| 22 | Gyöngyösi utca                              | 22 | 14 |
| 24 | Angyalföld vasútállomás                     | 21 | 14 120 S72 Z72 S76 |
| 25 | Angyalföld kocsiszín                        | 20 | 12, 14 20E |
| 26 | Tél utca / Pozsonyi utca                    | 18 | 12, 14 25, 120, 121 |
| 27 | Újpest-központ M (Munkásotthon utca)        | 17 | 12, 14 25, 104, 104A, 120, 147, 170, 196, 196A, 204, 220, 270 308, 309, 310, 313, 314, 315, 316, 317, 318, 319, 320, 321 |
| 28 | Újpest-központ M                            | 17 | 12, 14 25, 104, 104A, 120, 147, 170, 196, 196A, 204, 220, 270 308, 309, 310, 313, 314, 315, 316, 317, 318, 319, 320, 321 |
| 29 | Csokonai utca                               | 16 | 147, 220 |
| 30 | Illek Vince utca                            | 15 | |
| 31 | Türr István utca / Nádor utca               | 13 | 96 |
| 33 | Mildenberger utca                           | 12 | 147 |
| 34 | Irányi Dániel utca / Baross utca            | 10 | 147 |
| 35 | Baross utca / Fóti út                       | 10 | 96, 147, 220 |
| 37 | Megyeri út / Fóti út                        | 9  | 96, 122E, 147, 196 |
| 37 | Megyeri temető                              | 7  | 122E, 147, 196 |
| 39 | Megyer, Szondi utca                         | 7  | 122E, 196 |
| 40 | Szilaspatak sor                             | 6  | 122E, 196, 230 |
| 41 | Óceán-árok utca                             | 6  | 122E, 196, 230 |
| 42 | Íves út                                     | 5  | 122E, 230 |
| 44 | Homoktövis utca / Megyeri út                | 3  | 122E, 126, 296, 296A |
| 45 | Homoktövis iskola                           | ∫  | 126, 296, 296A |
| ∫  | Sárpatak utca                               | 2  | 122E, 126, 296, 296A |
| ∫  | Káposztásmegyer, Megyeri út                 | 1  | 14 122E, 126, 296, 296A 2A (Dunakeszi helyi járat)                                                                       |
| ∫  | Székpatak utca                              | 0  | 122E, 126 2A (Dunakeszi helyi járat)                                                                                     |
| 47 | Káposztásmegyer, Mogyoródi-patak végállomás | 0  | 122E, 126, 296, 296A |

## Képgaléria

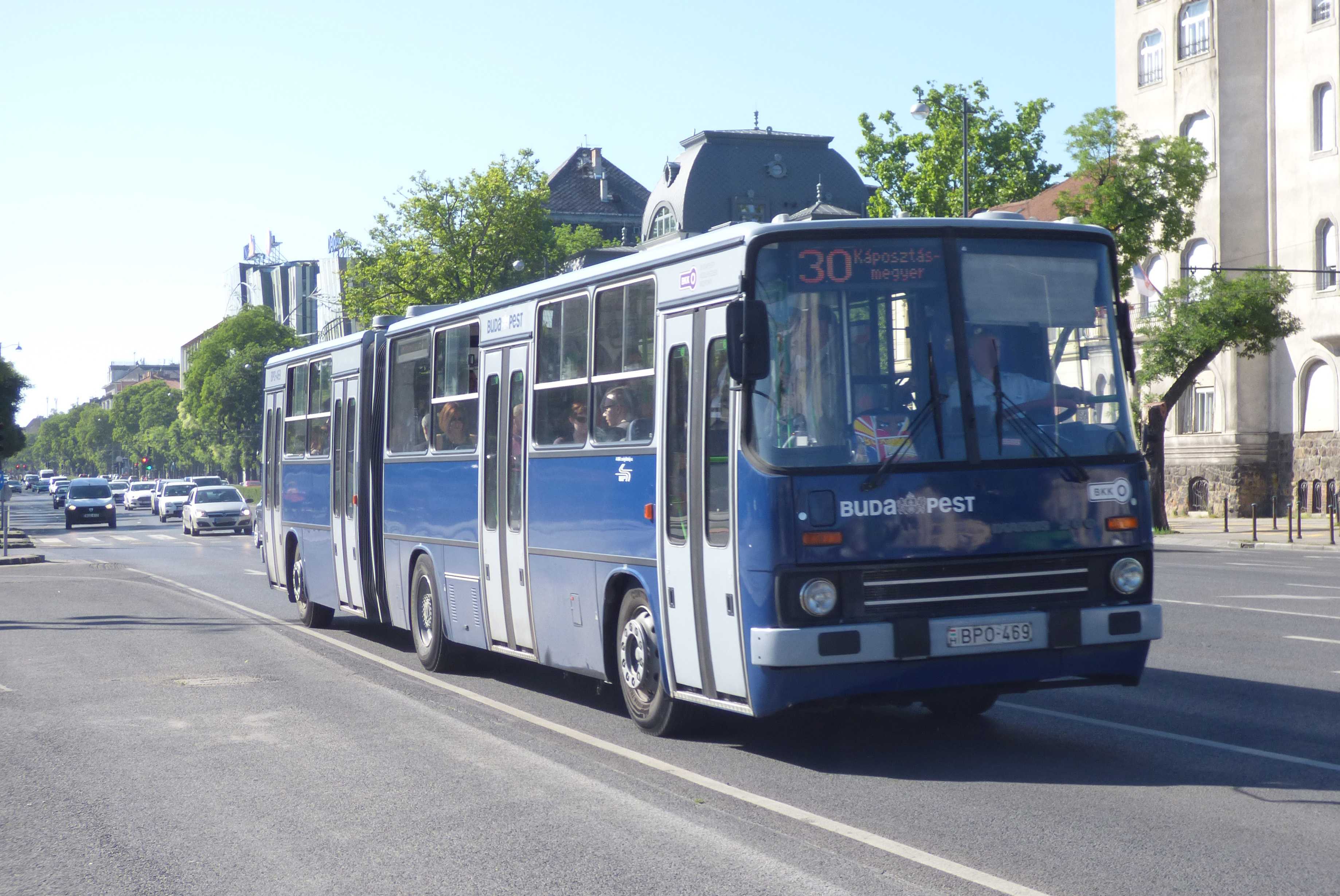
Ikarus 280 a Hősök terén
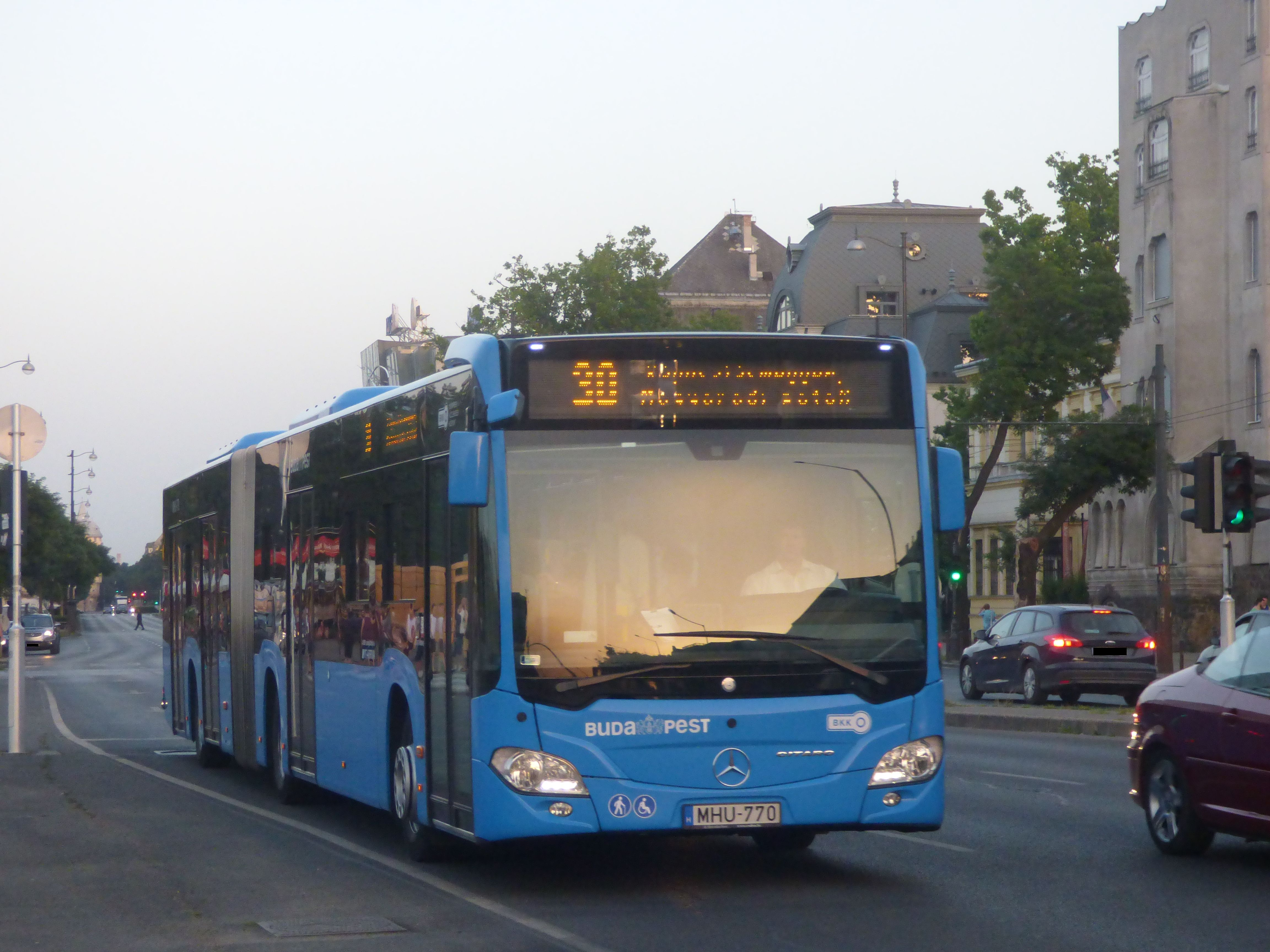
Mercedes-Benz Citaro G a Hősök terén
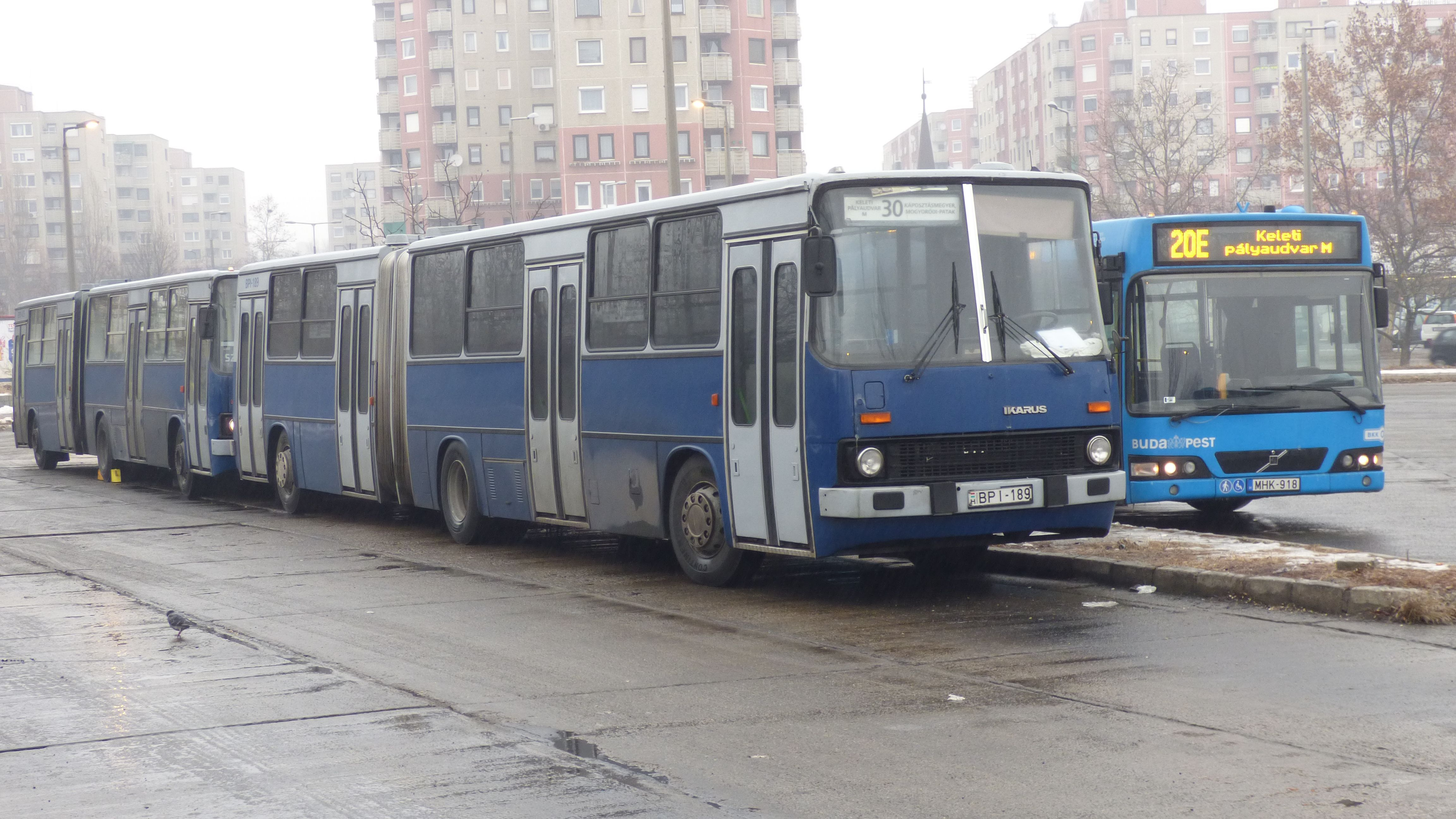
Ikarus 280 Káposztásmegyeren
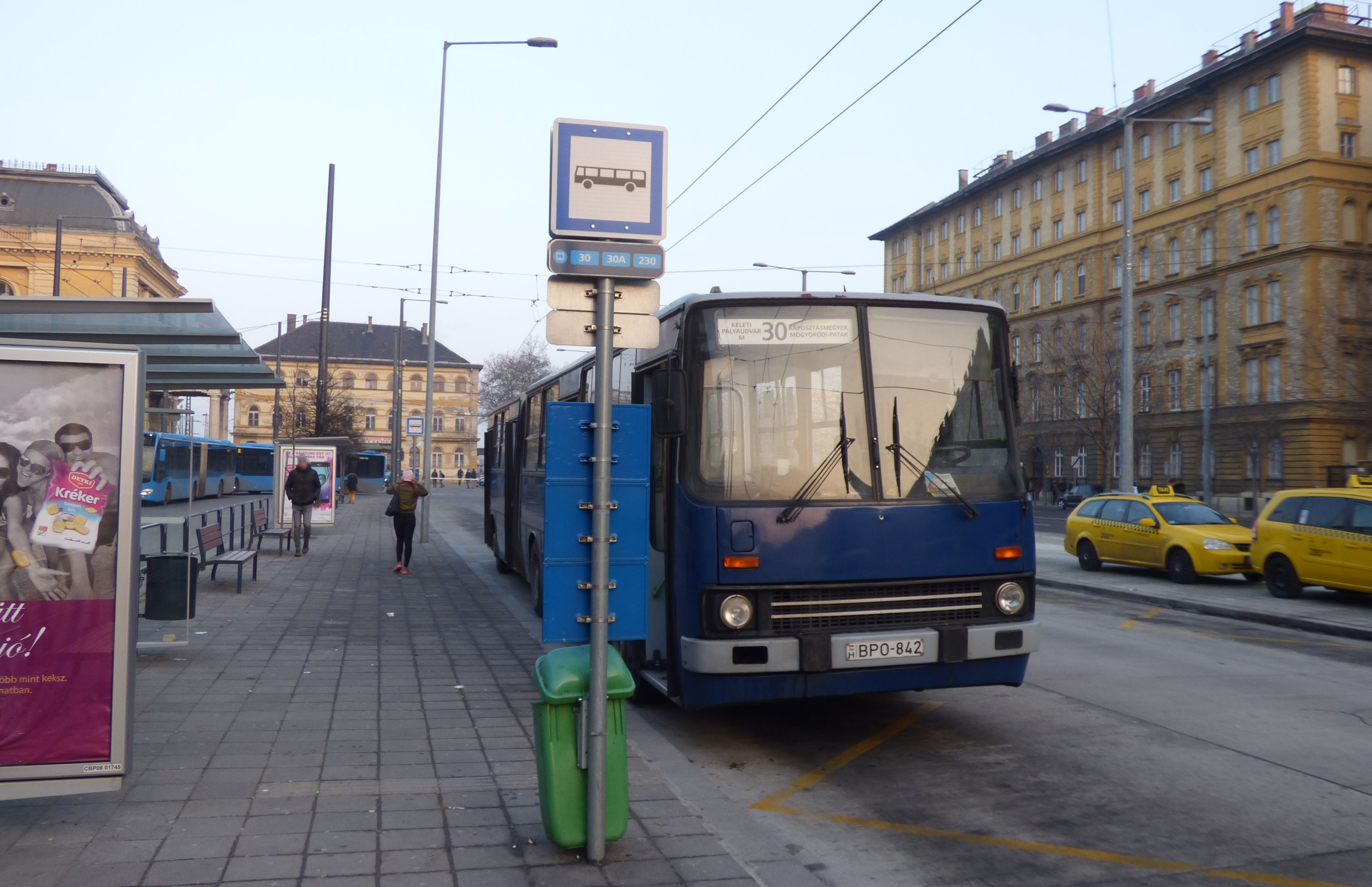
Ikarus 280 a Keleti pályaudvarnál
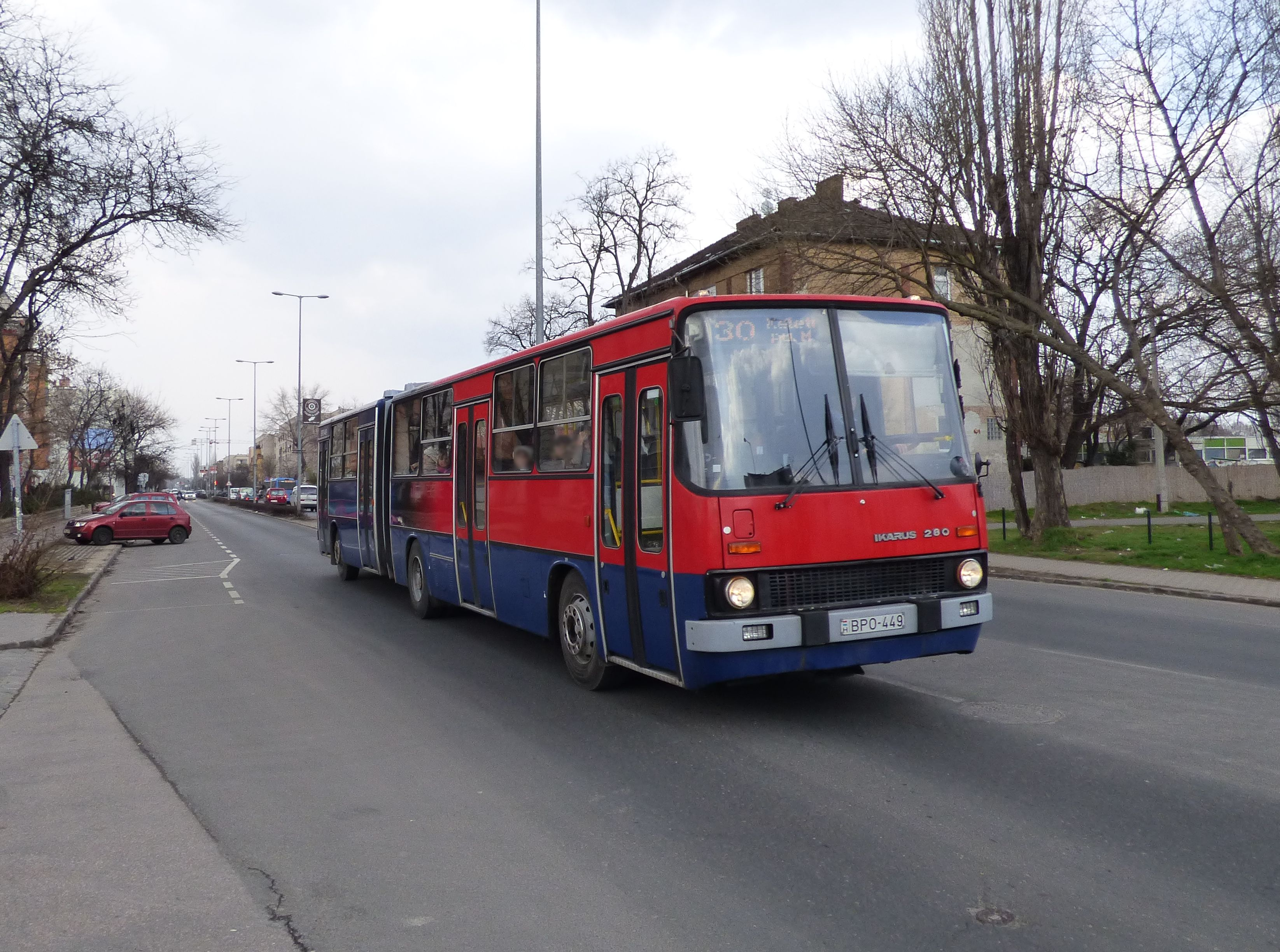
Ikarus 280 a Reitter Ferenc utcában